# Franck Terrijn
Franck Terrijn, né le 20 mars 1975, est un judoka belge qui s'aligna dans la catégorie des moins de 86 kg (poids moyens).

## Palmarès
Franck Terrijn a été deux fois médaillé de bronze dans des tournois de World Cup.
 
Il a été quatre fois champion de Belgique dont une fois en sénior en 1995.